# Item-Item Description

Beispiel des Item-Item-Description-Analysemusters

Das Item-Item-Description-Muster, manchmal auch Exemplartyp-Muster genannt, ist ein Analysemuster aus der Softwaretechnik nach Peter Coad et al. Es wird zur Datenkonsolidierung eingesetzt.
Manche Attribute nehmen bei vielen Instanzen immer wieder die gleichen Kombinationen von Werten an (Attribut-Abhängigkeit). Dies führt zu einer Mehrfachspeicherung von gleichen Daten, was wiederum bei Aktualisierungen zu Problemen führen kann.
Gelöst werden kann dieses Problem, indem eine neue Klasse mit einer Aggregationsbeziehung („Klassen-Normalisierung“) eingeführt wird. Vergleiche dazu Normalisierung von relationalen DB-Modellen.